# Cláudia Sousa
Cláudia Sousa (* 1975 in Portugal; † 29. September 2014 ebenda) war eine portugiesische Biologin und Primatologin. Sie galt als eine der weltweit führenden Kapazitäten auf dem Gebiet der Lauterforschung von Schimpansen und der Erforschung der Umweltbeziehungen zwischen Schimpansen und Menschen.

## Leben und Wirken
Cláudia Sousa studierte bis 1997 Biologie an der Universität Coimbra. 2000 graduierte sie zum Master in Biologie. 2001 folgte eine Promotion am Institut für Primatologie der Universität Kyōto unter Tetsurō Matsuzawa. Gleichzeitig war sie seit 2001 als Dozentin für Primatologie an der Humanwissenschaftlichen Fakultät der Universidade Nova de Lisboa tätig.
Zwischen 2007 und 2011 war sie Präsidentin der Vereinigung der portugiesischen Primatologen (Associacão Portuguesa de Primatologia). 2007 war sie zudem Vizepräsidentin der Internationalen Primatologen-Konferenzen. Auch war sie Mitglied in der International Primatological Society und Autorin von mehr als 25 wissenschaftlichen Publikationen.
Bereits in ihrer Doktorarbeit beschäftigte sie sich mit den kognitiven Fähigkeiten von Primaten und speziell von Schimpansen. Dazu betrieb sie Feldforschung bei Schimpansenkolonien in Guinea-Bissau und Guinea-Conakry. Auch war sie aktiv im Umweltschutz. In ihre Forschungen flossen Überlegungen zur Wechselwirkung zwischen der Natur und den Schimpansen auf der einen Seite und den Einwirkungen des Menschen auf der anderen Seite ein. Die Lauterforschung von Schimpansen gehörte ebenfalls zu den von ihr bevorzugten Forschungsgebieten.
Sousa starb im September 2014 im Alter von 39 Jahren an den Folgen einer Krebserkrankung.